# استرپتوواریسین

ساختار شیمیایی استرپتوواریسین آ

استرپتوواریسین‌ها(به انگلیسی: Streptovaricin) گروهی از آنتی بیوتیک ها با ساختار مرتبط با ماکرولیدها هستند. این ترکیبات متعلق به طبقه بزرگتری از آنتی بیوتیک‌ها با نام آنسامایسین‌ها هستند. 